# جون أتكينز (ناقد أدبي)
جون أتكينز (بالإنجليزية: John Atkins)‏ هو ناقد أدبي أمريكي، ولد في 26 مايو 1916، وتوفي في 31 مارس 2009.